# Rebekka Karijord
Rebekka Karijord, född 1976 i Sandnessjøen, är en norsk sångare, kompositör och skådespelare.

## Biografi
Karijord har studerat vid Norsk Musikkteater og Ballettakademi i Oslo. Hon har även studerat vid Teaterhögskolan i Stockholm 1999–2003.
Hon har givit ut skivorna Neophyte (KKV, 2003), Good or Goodbye (2006) och The Noble Art of Letting Go (2009) som var musiken i Cirkus Cirkörs föreställning Wear it like a crown (Titeln till föreställningen är hämtad från hennes album.), We Become Ourselves (2012) samt givit ut pjäsen Rebekkas Saga (CappelenDamm2004). Hösten 2007 skrev hon musiken till föreställningen "Mitt namn är Rachel Corrie", och våren 2008 spelade hon huvudrollen i och komponerade musiken till "Som Jerusalem" på Stockholms stadsteater. Hösten 2008 komponerade hon musik till "Love och circusfåglarna" på Dramaten i Stockholm. 

## Diskografi
Album
- Neophyte (2003)
- Good or Goodbye (2006)
- The Noble Art of Letting Go (2009)
- We Become Ourselves (2012)
- Music For Film And Theatre (2014)
- Mother Tongue (2017)

Singlar
- "Wear It Like A Crown" (2010)
- "Use My Body While It's Still Young" (2012, maxi-singel)
- "Multicolored Hummingbird" / "Oh Brother" (2013)

## Filmografi
- 2004 – Nordic Music Awards 2004 (TV)
- 2005 – Izzat (norsk långfilm av Ulrik Imitiaz Rolfsen)
- 2006 – Reprise
- 2007 – Torpedo (Dramaserie, Tv2 Norge)
- 2009 – Engelen (norsk långfilm av Margreth Olin)

## Filmmusik
- 2011 – Zero Silence
- 2012 – Ingen man i sikte
- 2012 – Dom andra
- 2012 – 5 Star Existence
- 2014 – Jag ser dig
- 2015 – Blodssystrar